# پرویز شهبازی
پرویز شهبازی (زادهٔ ۱۰ آذر ۱۳۴۱) کارگردان، نویسنده و تدوینگر ایرانی است. پرویز شهبازی در سال ۱۹۹۷ برای فیلم سینمایی مسافر جنوب برنده جایزه طلایی از جشنواره فیلم توکیو و برای فیلم مالاریا برنده جایزه بزرگ جشنواره فیلم ورشو شد. او برای فیلم دربند در سی و یکمین جشنواره فیلم فجر برندهٔ سیمرغ بلورین بهترین کارگردانی شد.

## زندگی
او در سال ۱۳۴۱ زاده شد و دارای لیسانس کارگردانی از دانشگاه صدا و سیما است. وی در سال ۱۳۶۸ پس از پایان تحصیلات، تعدادی فیلم کوتاه ساخت و با فیلم سینمایی مسافر جنوب وارد سینمای حرفه‌ای شد. نفس عمیق سومین فیلم او بود که در سال ۱۳۸۱ ساخته شد و مورد توجه منتقدان و مردم قرار گرفت و دورهٔ جدیدی را در سینمای شهبازی آغاز کرد.

## فیلم‌شناسی

### کارگردان
1. مو به مو (۱۴۰۴)
2. رکسانا (۱۴۰۱)
3. طلا (۱۳۹۷)
4. مالاریا (۱۳۹۴)
5. دربند (۱۳۹۱)
6. عیار ۱۴ (۱۳۸۷)
7. نفس عمیق (۱۳۸۱)
8. نجوا (۱۳۷۸)
9. مسافر جنوب (۱۳۷۵)

## سایر فعالیت‌ها
فیلمنامه‌نویس
1. طلا (پرویز شهبازی - ۱۳۹۷)
2. سال دوم دانشکده من (رسول صدرعاملی - ۱۳۹۶)
3. مالاریا (پرویز شهبازی - ۱۳۹۴)
4. خانه دختر (شهرام شاه‌حسینی - ۱۳۹۳)
5. دربند (پرویز شهبازی - ۱۳۹۲)
6. هر چی خدا بخواد (نوید میهن‌دوست - ۱۳۸۹)
7. عیار ۱۴ (پرویز شهبازی - ۱۳۸۷)
8. به آهستگی (مازیار میری - ۱۳۸۳)
9. نفس عمیق (پرویز شهبازی - ۱۳۸۱)
10. نجوا (پرویز شهبازی - ۱۳۷۸)
11. مسافر جنوب (پرویز شهبازی - ۱۳۷۵
12. بادکنک سفید (طراحی داستان) (جعفر پناهی - ۱۳۷۳)

### تدوین‌گر
1. طلا (پرویز شهبازی) ۱۳۹۷
2. دربند (پرویز شهبازی - ۱۳۹۲)
3. تهران ساعت ۷ صبح (امیرشهاب رضویان - ۱۳۸۱)
4. عیار ۱۴ (پرویز شهبازی - ۱۳۸۷)
5. نفس عمیق (پرویز شهبازی - ۱۳۸۱)
6. یک روز بیشتر (بابک پیامی - ۱۳۷۸)
7. مالاریا (پرویز شهبازی) ۱۳۹۴

### داوری
1. سی و دومین جشنواره فیلم فجر ۱۳۹۲
2. پنجاهمین دوره جشنواره بین‌المللی فیلم شیکاگو ۲۰۱۳
3. رئیس هیئت داوران ششمین جشنواره فیلم بوسفوروس ترکیه ۲۰۱۸

## جوایز
1. برنده جایزه بهترین فیلم از جشنواره بین‌المللی فیلم ورشو برای فیلم مالاریا ۲۰۱۶
2. برنده جایزه بهترین کارگردانی از جشنواره فیلم داکا برای فیلم دربند ۲۰۱۴
3. برنده جایزه ویژه از جشنواره فیلم آسیایی دوویل برای فیلم دربند ۲۰۱۴
4. نامزد سیمرغ بلورین بهترین فیلمنامه از سی و هفتمین دوره جشنواره فیلم فجر برای فیلم طلا ۱۳۹۷[۳]
5. برنده جایزه بهترین کارگردانی از جشن انجمن منتقدان و نویسندگان سینمای ایران برای فیلم دربند ۱۳۹۲[۴]
6. برنده سیمرغ بلورین بهترین کارگردانی از سی و یکمین جشنواره فیلم فجر برای فیلم دربند ۱۳۹۱
7. برنده سیمرغ بلورین جایزه ویژه هیئت داوران از جشنواره فیلم فجر برای عیار ۱۴ ۱۳۸۷
8. برنده دیپلم افتخار بهترین فیلمنامه از جشنواره فیلم فجر برای فیلم به آهستگی ۱۳۸۴
9. برنده جایزه انجمن منتقدان و نویسندگان سینمای ایران برای فیلمنامه به آهستگی ۱۳۸۴
10. برنده جایزه بهترین فیلم از جشنواره مؤلفان بلگراد برای فیلم نفس عمیق ۲۰۰۴
11. برنده جایزه فیپرشی از جشنواره فیلم پوسان برای فیلم نفس عمیق ۲۰۰۳
12. برنده جایزه ویژه هیئت داوران جشنواره فیلم تورینو برای فیلم نفس عمیق ۲۰۰۲
13. برنده کتاب زرین بهترین فیلم از جشنواره فیلم رشد برای فیلم مسافر جنوب ۱۳۷۶
14. برنده سیمرغ بلورین بهترین فیلم نامه از جشنواره بین‌المللی فیلم فجر برای فیلم نفس عمیق ۲۰۰۳
15. برنده قایق نقره‌ای از جشنواره فیلم زنگبار برای فیلم نجوا ۲۰۰۱
16. برنده جایزه بهترین فیلم از فدراسیون بین‌المللی منتقدان فیلم آمریکا ۱۹۹۹
17. برنده جایزه بهترین فیلم از جشنواره فیلم سن خوزه برای مسافر جنوب ۱۹۹۹
18. برنده جایزه بزرگ جشنواره آنونی فرانسه برای مسافر جنوب ۱۹۹۸
19. برنده سیمرغ بلورین بهترین فیلم اول از جشنواره فیلم فجر برای مسافر جنوب ۱۳۷۵
20. برنده جایزه طلایی از جشنواره فیلم توکیو برای فیلم مسافر جنوب ۱۹۹۷
21. انتخاب ویژه جشنواره فیلم تورین برای مسافر جنوب و نفس عمیق ۱۹۹۷ و ۲۰۰۳
22. برنده جایزه پروانه زرین برای بهترین فیلم از جشنواره بین‌المللی فیلم‌های کودکان و نوجوانان
23. برنده بهترین فیلم از جشنواره فیلم‌های شرقی ژنو برای فیلم مالاریا ۲۰۱۷
24. برنده جایزه بهترین فیلم- بهترین فیلم نامه- بهترین کارگردانی برای فیلم مالاریا از جشنواره فیلم‌های ایرانی سانفرانسیسکو ۲۰۱۷
25. برنده بهترین فیلم و بهترین بازیگر زن از جشنواره اورنبورگ روسیه برای فیلم مالاریا ۲۰۱۷
26. برنده بهترین فیلم - بهترین کارگردانی- بهترین فیلم نامه- بهترین بازیگر زن از جشنواره بوسفور ترکیه برای مالاریا ۲۰۱۷
27. برنده جایزه ویژه هیئت داوران از جشنواره صاحارای مراکش برای مالاریا ۲۰۱۷